# Bryum virescens
Bryum virescens är en bladmossart som först beskrevs av Kindberg, och fick sitt nu gällande namn av Kindberg 1884. Bryum virescens ingår i släktet bryummossor, och familjen Bryaceae. Inga underarter finns listade i Catalogue of Life.